# Аюпов, Ансар Максутович
Анса́р Максу́тович Аю́пов (род. 23 марта 1972, Москва) — российский футболист, опорный полузащитник, мастер спорта России. Тренер.

## Биография
Воспитанник СШ Советского района «Чертаново».
Выступал за клубы «Пресня», «Карелия», «Асмарал», московский «Локомотив» (бронзовый призёр чемпионата России 1994), «Твенте» (бронзовый призёр чемпионата Голландии 1996/97), московское «Динамо», «Кубань» (бронзовый призёр Первого дивизиона 2001), «Черноморец» (выход в высший дивизион в сезоне 2002), «Рубин», «Балтика», 10 марта 2009 года подписал контракт с клубом «МВД России», в котором завершил свою карьеру.
С лета 2017 по лето 2019 года входил в тренерский штаб Дениса Клюева в «Казанке». Ранее, с 2013 года, был тренером молодёжной команды «Локомотива». С июля 2020 года — тренер в «Урале-2». В 2023 году, с конца сентября, после ухода Клюева на должность ассистента главного тренера «Сочи», возглавлял «Урал-2». В 2024—2025 годах был ассистентом Клюева в «Волгаре».
Сын Тимур также футболист.